# Исследователи Библии
Иссле́дователи Би́блии (англ. Bible Students) — антитринитарное милленаристское движение, основанное в 1870—1872 годах в Питтсбурге Чарльзом Расселом. Впоследствии разделилось на несколько самостоятельных религиозных течений, наиболее известным из которых сегодня являются свидетели Иеговы.

## Зарождение

### Исследователи Библии при Расселе

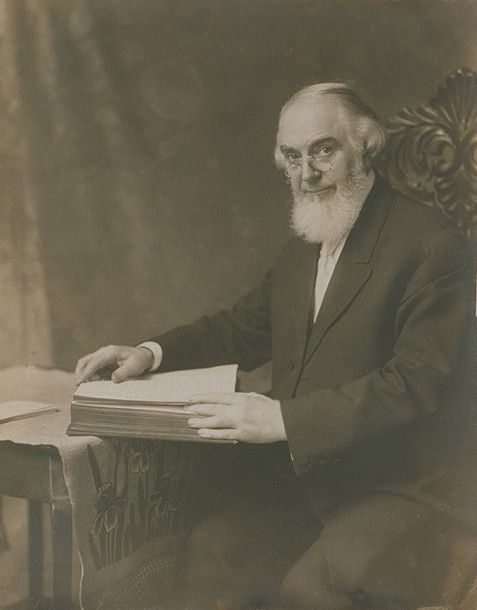
Чарльз Тейз Расселл

Движение «Исследователей Библии» было основано в конце 70-х годов XIX века Чарльзом Тейзом Расселлом в Соединённых Штатах Америки, находившимся под сильным влиянием адвентистской эсхатологии. Характерными особенностями учения Исследователей Библии времён Расселла были антитринитарианство, хилиазм, смертность души. Исследователи Библии не отвергали многое из того, что позднее было отвергнуто свидетелями Иеговы — так, они считали крест символом христианства, праздновали Рождество и дни рождения. В организационном плане общины Исследователей Библии были построены на «демократических» началах — старейшин в собраниях выбирали путём голосования.
В 1879 году Расселл стал выпускать журнал «Сионская сторожевая башня и вестник присутствия Христа», известный в настоящее время как «Сторожевая башня». В качестве юридического лица для обеспечения деятельности Исследователей Библии было основано «Общество Сторожевой башни, Библий и трактатов» (Пенсильвания). Расселл стал первым президентом этого общества.
Исследователи Библии считали, что последние дни начались в 1799 году, когда Наполеон лишил папу римского светской власти, а Христос правит как Царь над небом с 1878 года и ожидали, что Армагеддон начнётся в 1914 году. Эти вычисления были опубликованы Расселлом в шести томах «Исследования Писаний» (Studies in the Scruptures).

### Исследователи Библии при Рутерфорде

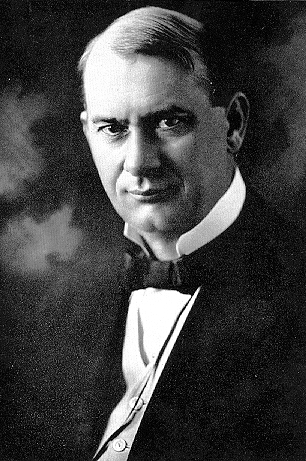
Джозеф Франклин Рутерфорд

После смерти Расселла в 1916 году вторым президентом Общества Сторожевой башни стал Джозеф Франклин Рутерфорд.
В 1919 году для популяризации своего учения Исследователи Библии начали издавать журнал «Золотой век» (The Golden Age), выходящий в настоящее время под названием «Пробудитесь!».
В своей книге «Миллионы ныне живущих людей никогда не умрут» (Millions Now Living Will Never Die)), изданной в 1920 году, Рутерфорд писал о 1914 годе, как о времени начала невидимого правления Христа на небе, и предсказывал, что Армагеддон произойдёт в 1925 году и в этом же году будут воскрешены ветхозаветные праведники. Многие Исследователи Библии возлагали большие надежды на этот год. После того, как в 1925 году не произошло ожидаемых событий Исследователи Библии стали считать, что Армагеддон произойдёт при жизни людей, помнящих события 1914 года.
При Рутерфорде демократический принцип управления общинами сменился на теократический. Рутерфорд распустил совет директоров, который должен был руководить всей деятельностью Общества Сторожевой башни (согласно постановлению пастора Расселла, представленному в его завещании).

## Раскол в организации
Уже в 1909 году в США началось отделение некоторых собраний от Исследователей Библии в связи с тем, что Общество Сторожевой башни стало называть Рассела «верным и благоразумным рабом» из Евангелия от Матфея 24:45-47.
После реформ Рутерфорда Общество Сторожевой башни приобрело статус руководящего органа Исследователей Библии. Старейшин в собраниях перестали выбирать члены, но Общество стало назначать старейшин. В этой связи в среде Исследователей Библии в 1916 году (год смерти Рассела) произошёл раскол. Всё большее количество собраний отделялись от Общества Сторожевой башни и придерживались старых принципов управления, существовавших при Расселле.
В 1931 году последователи Рутерфорда приняли своё современное название «свидетели Иеговы». Это позволило провести чёткую границу между Исследователями Библии, которые остались лояльными Обществу Сторожевой башни во главе с Рутерфордом, и теми Исследователями Библии, которые отделились от ОСБ, но продолжали использовать имя «Исследователи Библии».

## Исследователи Библии сегодня

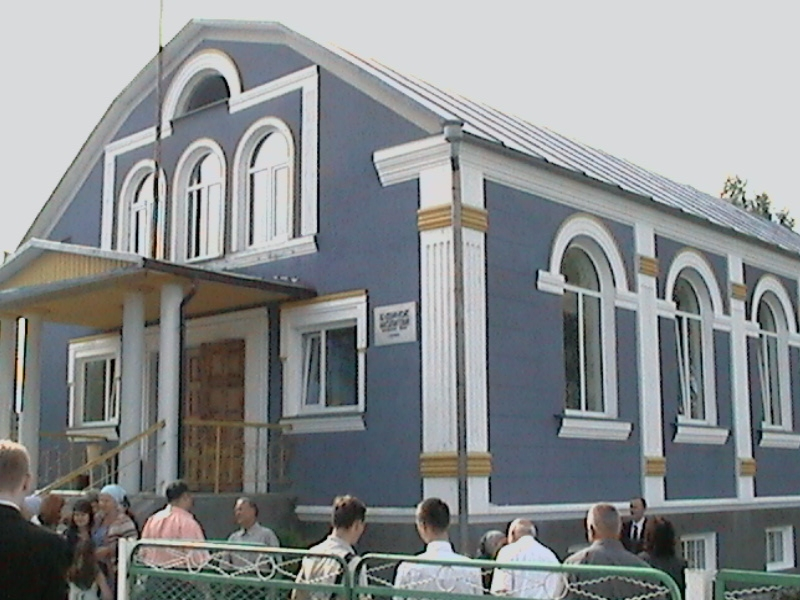
Дом молитвы Исследователей Библии в селе Орловка

В настоящее время существуют несколько самостоятельных направлений движения Исследователей Библии. Сохранена независимость поместных собраний и выборность руководства, а организации осуществляют лишь издательскую и миссионерскую деятельность.
Перечень крупнейших направлений движения Исследователей Библии:
Возникшие в США:
- Ассоциация международных исследователей Библии (International Bible Students Association)
- Независимые исследователи Библии (Independent Bible Students)
- Свободные исследователи Библии (Free Bible Students)
- Объединённые исследователи Библии (Associated Bible Students)
- Пастырский библейский институт (Pastoral Bible Institute)
- Ассоциация исследователей Библии «Рассвет»[англ.] (Dawn Bible Students Association)
- Светское миссионерское движение «Епифания» (Laymen’s Home Missionary Movement)
- Группа «Друзья человека» (Friends of Man)[источник не указан 1314 дней]

Возникшие в Германии:
- Объединение свободных христиан (Vereinigung freistehender Christen)
- Союз свободных христианских общин (Bund freier Christengemeinden)
- Объединение «Христианская ответственность» (Christliche Verantwortung)[источник не указан 1314 дней]

Возникшие в Австралии:
- Berean Bible Institute (BBI)[источник не указан 1314 дней]

Возникшие в Германии, Австрии, Украине и России:
- Братья Христа (Верные и свободные исследователи Библии) (https://svidetelichrista.simdif.com)((недоступная+ссылка) Русс)

## Светское миссионерское движение «Епифания»
Светское миссионерское движение «Епифания» (СМД «Епифания») является русским названием международного религиозного движения Laymen’s Home Missionary Movement. СМД «Епифания» было основано в 1920 году после раскола между Исследователями Библии в 1917—1918 годах. Его основателем стал Пол С. Л. Джонсон — один из разъездных проповедников и близкий соратник пастора Ч. Рассела.

### Особенности движения
- Слово «светский» означает независимый, нецерковный, не зависящий ни от кого.
- СМД «Епифания» продолжает защищать и распространять взгляды, которые проповедовали Исследователи Библии ещё во времена Рассела, считая Рассела «тем рабом» из 24 главы Евангелия от Матфея, 45 стих.
- Движение не руководит собраниями, так как каждое собрание является независимым.
- Также как и Общество Сторожевой башни во времена Рассела оно было создано для организации проповедования посредством журналов «Настоящая истина» и «Библейское знамя» и проповедников (пилигримов и евангелистов)[источник не указан 1314 дней].

### Собрания
- Крупнейшие группы движения «Епифания» находятся в Польше, США, Канаде[источник не указан 1314 дней].
- В России собрания существуют в городах Великий Новгород и Тулун.
- Есть собрания в Молдове.
- Собрания также действуют на Украине, крупнейшие из которых находятся Ровненской области.
- Перечень собраний на Украине:

- Ровненская область:

- г. Ровно,
- Березновский район:

- г. Березно,
- с. Орловка,
- с. Витковичи,
- с. Тишица.

- г. Львов,
- г. Тернополь,
- г. Черновцы,

- с. Добрынивцы.

- г. Рожище, Волынская область.
- с. Никитовка (Луганская область) .

- В Польше СМД «Епифания» насчитывает более 80 независимых собраний[источник не указан 1314 дней].

### Конвенции
Ежегодно СМД «Епифания» организовывает съезды Исследователей Библии, называемые «конвенциями». На Украине конвенции проходят в селе Орловка в июне и во Львове в августе. На эти конвенции приезжают Исследователи Библии из разных областей Украины, Польши, Германии, России и Молдовы..